# Ramandeep Singh (cầu thủ bóng đá)
Ramandeep Singh (sinh ngày 27 tháng 6 năm 1991 ở Amritsar, Punjab) là một cầu thủ bóng đá người Ấn Độ thi đấu ở vị trí hậu vệ cho Minerva Punjab ở I-League.

## Sự nghiệp

### Air India
Sau khi thi đấu trẻ với Tata Football Academy và Mumbai F.C. Singh ký hợp đồng với Air India FC ở I-League và có màn ra mắt cho câu lạc bộ ngày 24 tháng 11 năm 2011 trước Pune F.C. tại Balewadi Sports Complex nơi Air India thất bại 2-0.

### Eagles
Ngày 5 tháng 12 năm 2013 có thông báo rằng Ramandeep đã ký hợp đồng với Eagles F.C. của Kerala theo dạng cho mượn ở mùa giải 2013-14 cùng với Nadong Bhutia, Bijendra Rai, Avinabo Bag, Jagroop Singh, Bisheshwor Singh, Biswajit Saha và Govin Singh. Ngoài ra, IMG-Reliance, ban tổ chức của giải đấu Indian Super League, và Eagles F.C. tổ chức buổi huấn luyện cho 8 cầu thủ với học viện Reading F.C. ở Anh.

## Thống kê sự nghiệp

### Câu lạc bộ
Số liệu chính xác tính đến ngày 12 tháng 5 năm 2013
| Câu lạc bộ          | Mùa giải            | Giải vô địch | Giải vô địch | Cúp Liên đoàn | Cúp Liên đoàn | Cúp Durand | Cúp Durand | AFC     | AFC       | Tổng    | Tổng      |
| Câu lạc bộ          | Mùa giải            | Số trận      | Bàn thắng    | Số trận       | Bàn thắng     | Số trận    | Bàn thắng  | Số trận | Bàn thắng | Số trận | Bàn thắng |
| ------------------- | ------------------- | ------------ | ------------ | ------------- | ------------- | ---------- | ---------- | ------- | --------- | ------- | --------- |
| Air India           | 2011–12             | 14           | 0            | 0             | 0             | 0          | 0          | —       | —         | 14      | 0         |
| Air India           | 2012–13             | 12           | 0            | 2             | 0             | 1          | 0          | —       | —         | 15      | 0         |
| Tổng cộng sự nghiệp | Tổng cộng sự nghiệp | 26           | 0            | 2             | 0             | 1          | 0          | 0       | 0         | 29      | 0         |

## Danh hiệu

### Câu lạc bộ
Air India
- Durand Cup (1): 2012